# Bőcs
Bőcs ist eine ungarische Gemeinde im Kreis Miskolc im Komitat Borsod-Abaúj-Zemplén.

## Geografische Lage
Bőcs liegt in Nordungarn, 14 Kilometer südöstlich des Komitatssitzes Miskolc, an beiden Seiten des Flusses Hernád. Nachbargemeinden im Umkreis von fünf Kilometern sind Berzék, Hernádnémeti und Sajólád.

## Gemeindepartnerschaft
- Gemerská Hôrka, Slowakei

## Sehenswürdigkeiten
- Hajdú-Standbild (Hajdú-szobor), erschaffen von Lajos Józsa und János Pap
- Heldendenkmal (Hősi emlékmű), erschaffen 1926 von Lajos Gádi
- Reformierte Kirche, erbaut 1871

## Sport
Die Fußballmannschaft des Bőcs KSC spielt aktuell in der 2. Liga des Landes, der Nemzeti Bajnokság II.

## Sonstiges
Bőcs ist die Heimat eines der beliebtesten Biere Ungarns. Im Ort befindet sich die Brauerei Borsodi Sörgyár.

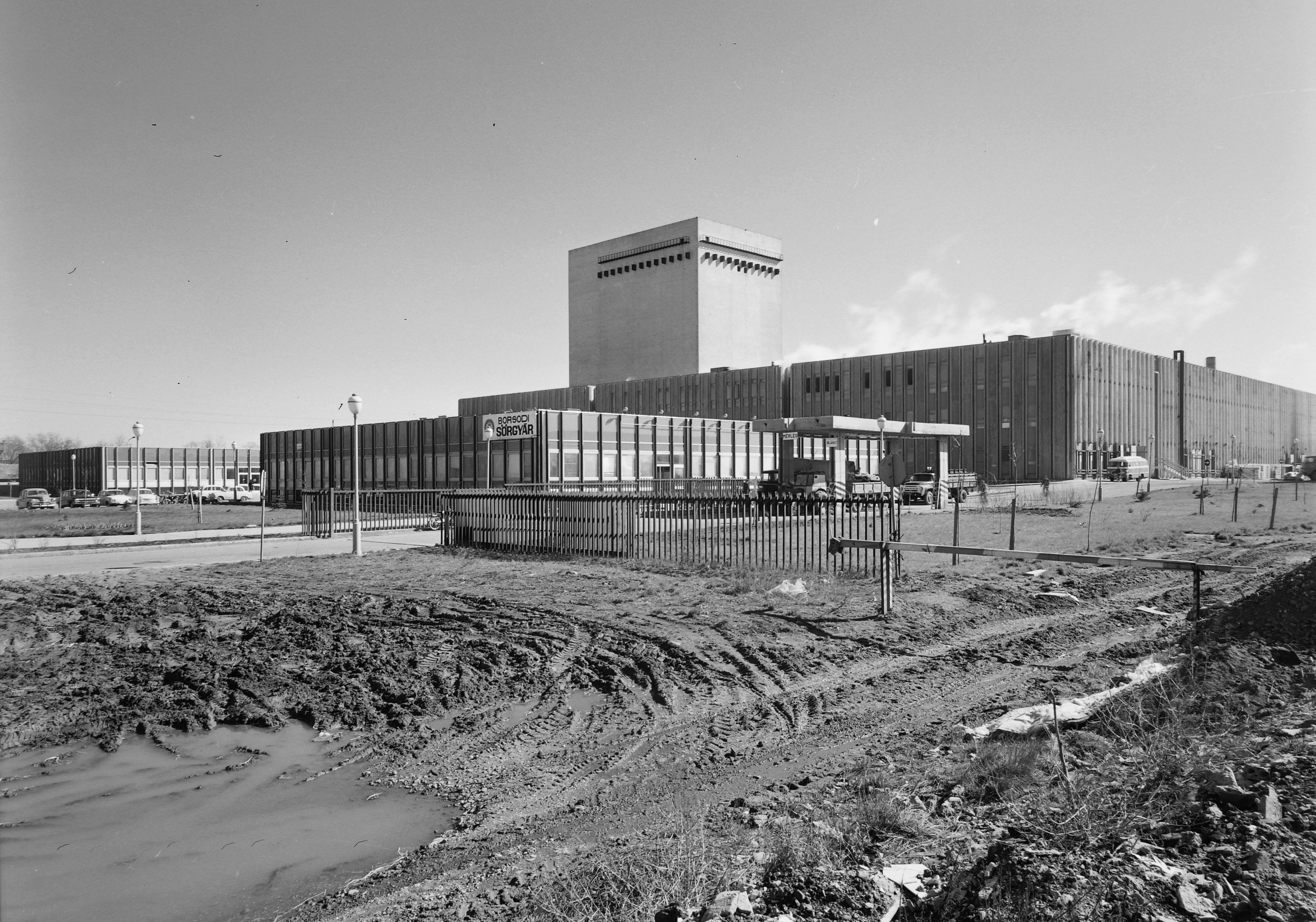
Brauerei Borsodi Sörgyár (1973)
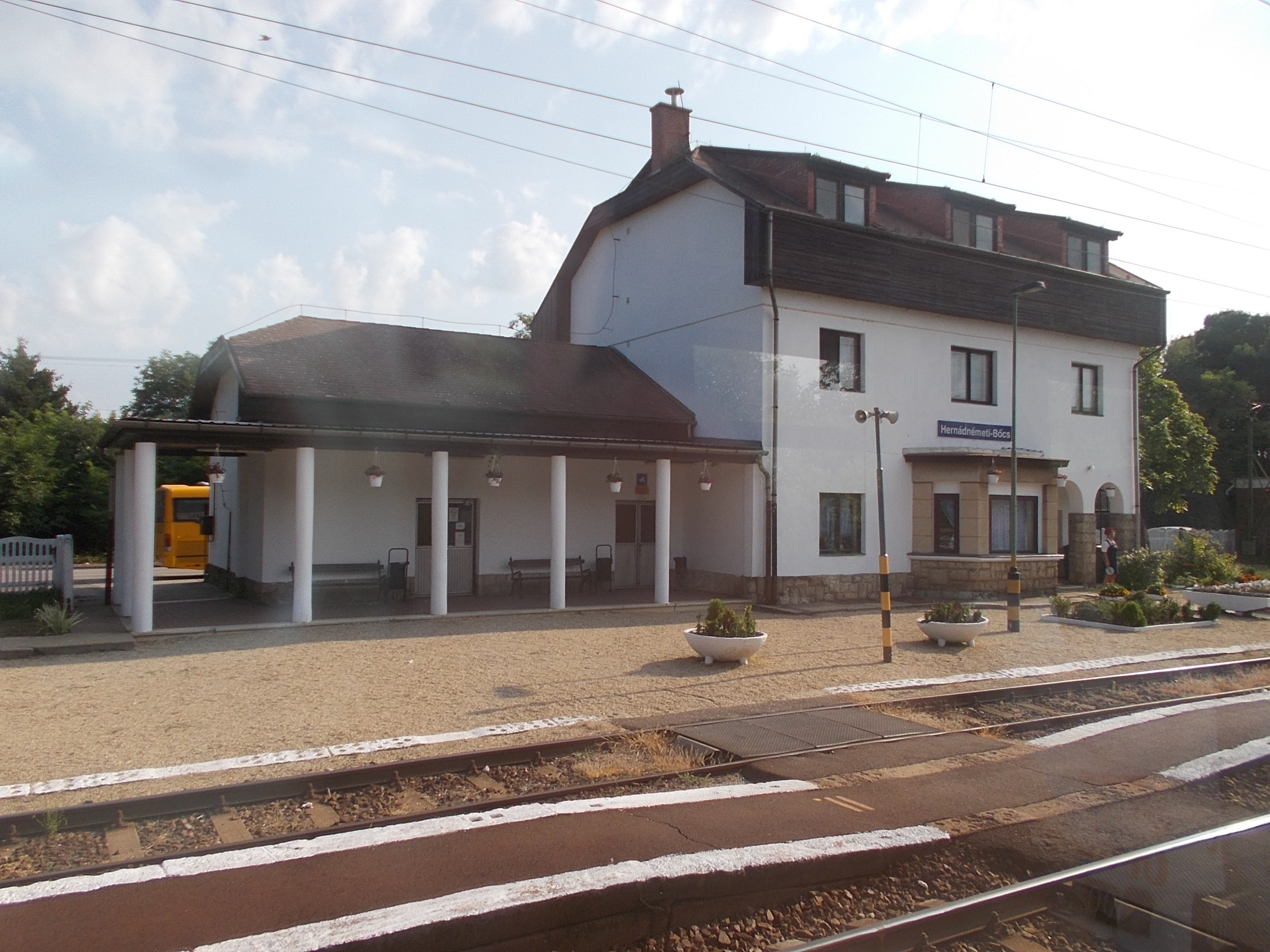
Bahnhof Hernádnémeti-Bőcs

## Verkehr
In Bőcs treffen die Landstraßen Nr. 3607 und Nr. 3609 aufeinander. Über den am nordöstlichen Rand des Ortes gelegenen Bahnhof Hernádnémeti-Bőcs ist die Gemeinde an die Eisenbahnstrecken von Miskolc nach Nyíregyháza und nach Sátoraljaújhely angebunden.